# خیمنا گالارسا
خیمنا گالارسا (انگلیسی: Ximena Galarza؛ زادهٔ ۱۴ ژانویهٔ ۱۹۷۲) روزنامه‌نگار اهل بولیوی است. برجسته‌ترین فعالیت خبرنگاری او تقلب در انتخابات سراسری بولیوی (۲۰۱۹) را افشا کرد. گالارسا به خاطر فعالیت‌هایش از جانب وزارت امور خارجه آمریکا برای کسب جایزه بین‌المللی زنان شجاع در مارس ۲۰۲۰ انتخاب شد.

## زندگی‌نامه
گالارسا در ۱۹۷۲ در کامیری متولد شد و در سال ۱۹۸۹ در رشته مهندسی زمین‌شناسی فارغ‌التحصیل شد و به کار پرداخت.